# Platonea elongata
Platonea elongata är en mossdjursart som beskrevs av Osburn 1953. Platonea elongata ingår i släktet Platonea och familjen Tubuliporidae. Inga underarter finns listade i Catalogue of Life.